# 世界備份日
世界備份日（英語：World Backup Day）是全球備份產業和科技產業於每年3月31日慶祝的紀念日。它強調了保護資料以及保持系統和電腦安全的重要性。
世界備份日起源於Reddit上的一個帖子，一位用戶在帖子中寫道自己丟失了硬碟，希望有人提醒自己備份資料有多重要。這項活動由伊斯梅爾·賈敦（Ismail Jadun）於2011年發起，每年新聞媒體都會撰文介紹在世界備份日備份資料的重要性。

## 紀念活動
每年的3月31日，公司都會在推特和播客上宣傳備份資料以防止資料遺失的重要性。在WorldBackupDay.com網站上，人們可以用十種語言在各種社群媒體管道上宣誓備份資料的重要性。在許多國家的節日網站上，世界備份日被視為國家日曆日。

## 外部連結
- 官方網站 （页面存档备份，存于）